# Waldemar Zboralski
Waldemar Zboralski (ur. 4 czerwca 1960 w Nowej Soli) – polski działacz na rzecz osób LGBT w końcowym okresie historii PRL, współzałożyciel Warszawskiego Ruchu Homoseksualnego, dziennikarz, pielęgniarz.

## Życie prywatne
Studiował na Wyższym Seminarium Duchownym Zakonu Paulinów w Krakowie. W 1988 roku emigrował do Danii.
12 października 2007 roku, wraz ze swoim partnerem, Krzysztofem Nowakiem, zalegalizował w Anglii ich związek partnerski. Byli pierwszą polską parą gejów, którzy uczynili to w tym kraju. Zboralski i Nowak są jedną z par pokazanych w filmie dokumentalnym Roberta Glińskiego pt. Homo.pl. Na emigracji pracuje w wyuczonym zawodzie jako pielęgniarz geriatryczny.
Zgodnie z wpisem, który umieścił na swoim blogu w 2019 roku, po 33 latach bycia ateistą i antyklerykałem powrócił do wiary katolickiej. Potwierdził to w audycji telewizyjnej w Telewizji Trwam transmitowanej też w Radiu Maryja.

## Działalność na rzecz społeczności LGBT
Dnia 15 listopada 1985 roku pracujący wówczas w Nowej Soli w szpitalu Zboralski został aresztowany i przesłuchiwany przez Milicję Obywatelską w wyniku akcji „Hiacynt”, przeprowadzonej w latach 1985–1987, w następstwie której zatrzymano około 12 tysięcy osób (według innych źródeł około 11 tysięcy). Miesiąc po tych wydarzeniach – wskutek pomówień o molestowanie seksualne – utracił pracę w szpitalu w Nowej Soli. Gdy w 2008 roku Jacek Adler i Szymon Niemiec skierowali wniosek do IPN o zbadanie sprawy „Hiacynt”, Waldemar Zboralski zwrócił się do instytucji jako pokrzywdzony . Wniosek został odrzucony, więc pozyskane od Zboralskiego informacje podczas wywiadu dla miesięcznika „Inaczej” z października 1999 roku, pozostają głównym źródłem wiedzy o sprawie.
Po swojej rejestracji jako homoseksualisty przez policję Zboralski rozpoczął działania na rzecz organizacji homoseksualnego ruchu podziemnego. Wraz ze Sławomirem Starostą i Arturem Krasickim został liderem podziemnego ruchu gejowsko-lesbijskiego, zakładając w 1987 roku Warszawski Ruch Homoseksualny, którego w latach 1987–1988 był przewodniczącym. Według Ireneusza Krzemińskiego

Zboralski był osobą, która prowadziła koordynację działań organizacji z trzech miast: Gdańska, Warszawy i Wrocławia. Próba ta została podjęta w 1987 roku i zakończyła się niepowodzeniem.

Utrzymując stały kontakt m.in. z frankofońskimi organizacjami LGBT, był głównym polskim interlokutorem, opowiadającym o sytuacji polskich środowisk gejów i lesbijek. Dnia 17 listopada 1988 roku Radio Wolna Europa zaliczyło go do niezależnych działaczy we Wschodniej Europie .
W latach 1992–2002 był stałym współpracownikiem miesięcznika „Inaczej”. Po emigracji do Wielkiej Brytanii prywatny wizerunek Zboralskiego i jego partnera Nowaka posłużył w czasie kampanii lobbingu na rzecz legalizacji związków partnerskich w Polsce .
Ponieważ był jednym z pierwszych aktywistów gejowskich w Polsce określany bywa jako gejowski Wałęsa. W jednym z wywiadów Krzysztof Tomasik, autor wydanej w 2012 roku książki Gejerel. Mniejszości seksualne w PRL-u, o działalności Zboralskiego na rzecz LGBT wypowiedział się następująco:

Jeśli chodzi o gejowskiego Wałęsę to była taka postać – nazywał się Waldemar Zboralski. To on był takim spiritus movens warszawskiego ruchu homoseksualistów. To on był pierwszym przewodniczącym i właściwie jako pierwszy zaczął pojawiać się w mediach jako przedstawiciel homoseksualistów. Starał się być wzorem na wzór zachodni. Wtedy też pojawiła się kwestia zachorowań na AIDS, więc Zboralski jako wzór do naśladowania dla innych zrobił sobie test i pokazał go publicznie. Pochodził z małego miasteczka, z rodziny robotniczej i nosił wąsy, więc niejako naturalnie został takim gejowskim Wałęsą .

## Współpraca z SB
W październiku 1985 roku Zboralski podpisał zobowiązanie do współpracy z SB w zakresie ujawniania nielegalnej działalności politycznej, przestępstw gospodarczych i kryminalnych. W kontaktach miał się posługiwać pseudonimem „Stanisław”. Niedługo po tym oficer prowadzący wystawił mu opinię, w której zawarł notkę o tym, że Zboralski nie ma potrzebnych umiejętności, aby przekazywać interesujące SB informacje. Wśród donosów Zboralskiego tylko jeden raz pojawił się wątek homoseksualny – w dokumencie, dotyczącym homoseksualnych zachowań kleryków ze wskazaniem miast, gdzie ten problem występował na większą skalę.
Sam Zboralski – po ujawnieniu tych materiałów przez Instytut Pamięci Narodowej – zaprzeczył, że współpracował z SB. Jego zdaniem, archiwalia zostały sfałszowane i stanowiły akt zemsty ze strony Stanisława Rudnickiego, nieżyjącego już funkcjonariusza SB z Nowej Soli.
Jednak na swojej prywatnej stronie internetowej 20 maja 2019 roku opublikował wpis, w którym przyznał się do współpracy z SB i do udziału „[...] w zdradzie Ojczyzny po 1985 roku jako tajny współpracownik Służby Bezpieczeństwa TW „Stanisław” [...]” .

## Działalność polityczna
Od 2002 roku był członkiem Antyklerykalnej Partii Postępu Racja. Pełnił w niej kolejno funkcje: przewodniczącego zarządu miejskiego w Nowej Soli, przewodniczącego zarządu regionu zielonogórskiego oraz rzecznika prasowego zarządu wojewódzkiego w Lubuskiem. W 2004 roku z ramienia tej partii kandydował do Parlamentu Europejskiego z okręgu wyborczego we Wrocławiu, uzyskując 393 głosy poparcia . W 2004 roku jako pierwszy otrzymał honorowe członkostwo Kampanii Przeciw Homofobii. W 2005 roku wstąpił do Unii Lewicy III RP. W tym samym roku kandydował z jej ramienia w wyborach do Sejmu, na liście SLD, w okręgu wyborczym w Piotrkowie Trybunalskim i uzyskał poparcie 51 głosów .